# Châlons-du-Maine
Châlons-du-Maine település Franciaországban, Mayenne megyében. Lakosainak száma 691 fő (2022. január 1.). Châlons-du-Maine La Bazouge-des-Alleux, La Chapelle-Anthenaise, Gesnes, Martigné-sur-Mayenne, Sacé és Montsûrs községekkel határos.

## Népesség
A település népességének változása:
| Lakosok száma | 325  | 284  | 377  | 553  | 700  | 709  | 708  | 711  | 708  | 691  |
|               | 1968 | 1982 | 1990 | 2006 | 2013 | 2015 | 2017 | 2019 | 2020 | 2022 |